# Stony Heap
Stony Heap – osada w Anglii, w hrabstwie Durham. Leży 16 km na północny zachód od miasta Durham i 388 km na północ od Londynu.